# 전류 분배 법칙

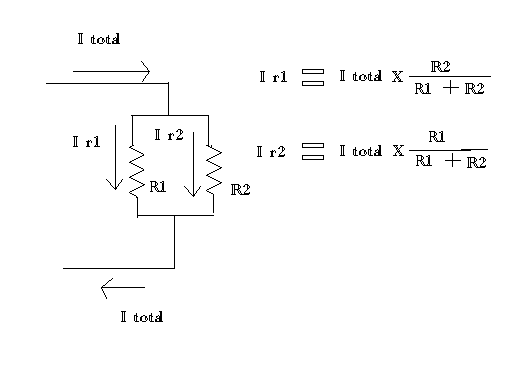
전기 회로의 도면과 전류분배법칙의 삽화.

전자공학에서 전류 나누개(영어: current divider. 전류 분할기, 전류 분배기)는 입력 전류(IT)의 일부에 해당하는 출력 전류(IX)를 생성하는 간단한 선형 회로이다. 전류 나눔(영어: current division. 전류 분할, 전류 분배)은 분배기의 각 가지로 전류를 나누는 것을 의미한다.
전자공학에서 전류 분배 법칙은 병렬로 다른 임피던스와 연결되었을 때 임피던스나 다른 회로를 통하여 흐르는 전류를 계산하는 데 사용한다. 전류 나누개는 전압 나누개와 비슷하다. 그러나 가장 다른 점은 방정식의 계산자가 고려되지 않는 임피던스라는 것이다.
만약 두개이상의 임피던스가 각각 병렬로 연결되면, 흐르는 전류는 (옴의 법칙으로부터) 저항에 반비례하여 갈라질 것이다. 만약 임피던스가 동일한 값을 가지고 있다면 전류는 같은값으로 갈라진다.

## 저항 분배

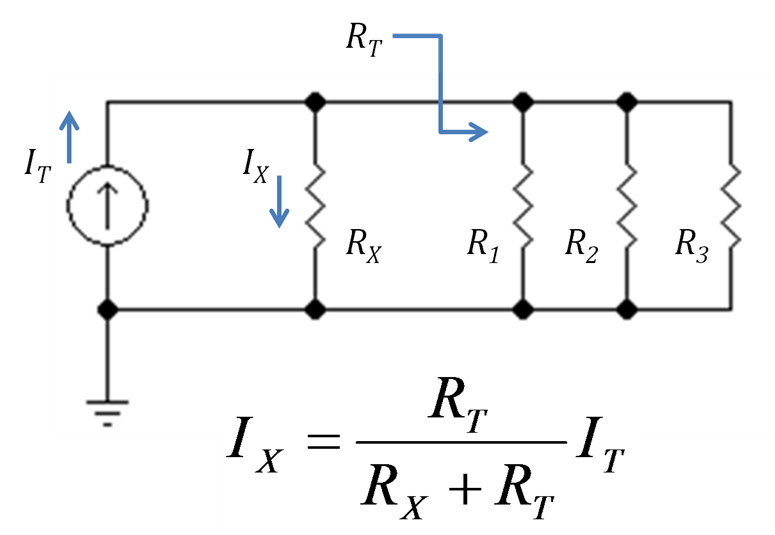
그림 1: 전류 분배를 묘사한 전기 회로도이다. RT_{.}는 저항 R_{X}의 오른쪽에 위치한 전체 저항을 가리킨다.

RX과 다른 부분의 전체저항 RT를 사용하여 전류 IX를 구하는 일반적인 공식은 다음과 같다(그림 1 참조):
{\displaystyle I_{X}={\frac {R_{T}}{R_{x}+R_{T}}}I_{T}\ ,}
여기서 IT은 RX와 병렬로 연결된 RT에 흐르는 전체 전류이다. 이때 RT는 병렬 연결임에 주의해야 한다. 만약 나머지 저항이 R1, R2, ... 기타, 가 있다면, 나머지 저항의 합은 반드시 다음의 식으로 더해야 한다:
{\displaystyle {\frac {1}{R_{T}}}={\frac {1}{R_{1}}}+{\frac {1}{R_{2}}}+{\frac {1}{R_{3}}}+...\ .}

### 애플리케이션
전류 분배기는 특히 고전류를 측정하는 데 사용된다. 이를 션트라고 하며 측정 장치가 전류 경로 중 하나를 형성한다. 그러나 기본적으로는 매우 작은 부분 전류만이 주 경로를 통해 흐르기 때문에 주 경로에서 강하된 전압을 측정한다. 멀티미터에는 다양한 영역의 전류를 측정하기 위한 전환 가능한 전류 분배기가 포함되어 있다.
그 중 일부는 다음과 같습니다:
- 전류 제한 및 보호
- 센서 기술 및 측정
- 신호 분배
- 휘트스톤 브리지 회로
- 트랜지스터 회로의 바이어스 전압

## 같이 보기
- 전압 나누개
- 저항기
- 옴의 법칙
- 테브난의 정리